# Unión Patriótica Anti-Imperialista
La Unión Patriótica Antiimperialista ( UPA ) fue un movimiento político en la República Dominicana .
La UPA fue fundada en octubre de 1977.  Fue fundada por líderes del grupo Línea Roja e intelectuales progresistas.  Entre los miembros destacados del núcleo de fundadores de la UPA estaban Franklin Franco , Fidelio Despradel, Gabriel Imbert y Roberto Santana.  UPA se posicionó como una organización democrática, revolucionaria y antiimperialista, que buscaba establecer un gobierno independiente de los intereses de Estados Unidos y una reforma agraria sobre la base de 'tierra para el labrador'. A la cabeza de la UPA había un Comité Ejecutivo Nacional de nueve miembros y un Comité Líder Nacional de veintiún miembros. El movimiento tenía comités de base en todo el país.  UPA recibió el reconocimiento oficial como partido político el 21 de enero de 1978. 
Antes de las elecciones generales de 1978, la UPA formó una alianza con el Bloque Socialista (BS), que llevó al lanzamiento de la Izquierda Unida (IU). IU registró a Rafael Taveras (Fafa) como su candidato presidencial y a Juan B. Mejía como candidato a vicepresidente. 
La UPA celebró su tercer aniversario en Santo Domingo el 23 de octubre de 1980.  A partir de 1980 Franklin Franco era el presidente de la UPA e Iván Rodríguez su secretario general. 
En el momento de las elecciones generales de 2004, la UPA formaba parte de la coalición Unidad del Pueblo (junto con otros grupos de izquierda), que apoyaba la candidatura presidencial de Ramón Almanzar.  A partir de 2004, Héctor Sánchez era el secretario general de la UPA. 
La UPA se disolvió en junio de 2004 con el objetivo de fundar una organización más amplia. En noviembre de 2007 se fundó el movimiento Patria para Todos.
- Datos: Q17004210